# Colored National Labor Union
La Colored National Labor Union (CNLU) fu un sindacato statunitense fondato nel 1869 da alcuni ex membri di colore della National Labor Union.

## Storia
La National Labor Union era nata con lo scopo di aiutare soprattutto i sindacati edili nella lotta per ottenere condizioni di lavoro migliori. In quel periodo gli afroamericani lottavano per emergere nel lavoro e nella società, ma in questo non erano aiutati dalla NLU che si limitò ad incoraggiarli ad organizzarsi in sindacati indipendenti per poi potersi affiliare, ma questo sforzo non era teso a promuovere l'unità razziale ed allontanò i lavoratori neri che combattevano per una rappresentanza nel sindacato.
La Colored National Labor Union venne fondata nel 1869 da un'assemblea di 214 afroamericani con lo scopo di dare giusta rappresentanza alla forza lavoro afroamericana, sebbene fossero ammessi tutti i lavoratori senza dare importanza a razza, genere o occupazione. Il primo presidente del sindacato fu Isaac Myers, che venne sostituito da Frederick Douglass nel 1872.
Meyers dichiarò che «I sindacati sono la salvaguardia degli uomini di colore, ma per un reale successo, le organizzazioni separate non sono la vera risposta. I bianchi e le persone di colore devono unirsi e lavorare insieme. È passato il giorno per la fondazione di organizzazioni basate sul colore della pelle».
Alla fine, sia la CNLU che la NLU iniziarono un declino dovuto all'influenza di nuovi sindacati come il Knights of Labor che promuovevano una organizzazione nazionale nella quale i lavoratori si univano «senza dare importanza a razza o colore».